# Jennings (Louisiana)
Jennings è un comune degli Stati Uniti d'America, situato nello Stato della Louisiana, in particolare nella parrocchia di Jefferson Davis, della quale è il capoluogo.